# Nati nel 1971/Giugno
| Questa pagina contiene informazioni ricavate automaticamente dalle voci biografiche con l'ausilio del template Bio e di un bot. L'aggiornamento è periodico e automatico e ricostruisce completamente la pagina. Se manca una persona in questa lista, sei pregato di non aggiungerla, ma accertati piuttosto che la sua voce biografica contenga il template Bio e che i dati anagrafici siano correttamente compilati. Se il template Bio manca, inseriscilo tu stesso o, in alternativa, metti l'avviso {{tmp\|Bio}} che ne segnala la mancanza. Se i dati riportati sono sbagliati, correggi direttamente la voce biografica; le modifiche saranno visibili in questa lista entro pochi giorni. Per chiarimenti vedi il progetto biografie. La lista contiene solo le 353 persone che sono citate nell'enciclopedia e per le quali è stato implementato correttamente il template Bio. Pagina aggiornata al 10 ago 2025. |

- 1º giugno - Pasquale Aleardi, attore e cantante svizzero
- 1º giugno - Monica Anghel, cantante rumena
- 1º giugno - Lars Bakkerud, allenatore di calcio e ex calciatore norvegese
- 1º giugno - Cristina Barsacchi, attrice italiana
- 1º giugno - Markus Fagerudd, compositore finlandese
- 1º giugno - Erik Imler, ex calciatore statunitense
- 1º giugno - Mike Jones, sceneggiatore statunitense
- 1º giugno - Francesco Marcolini, velista italiano
- 1º giugno - Jurij Mjškovets, sollevatore russo
- 1º giugno - Armando Pantanelli, dirigente sportivo, allenatore di calcio e ex calciatore italiano
- 1º giugno - Simone Pillon, politico italiano
- 1º giugno - Luca Riccitelli, pilota automobilistico italiano
- 1º giugno - Tony Sanneh, ex calciatore statunitense
- 1º giugno - Richiard Vanigli, allenatore di calcio e ex calciatore italiano
- 1º giugno - Ghil'ad Zuckermann, linguista, glottologo e lessicografo israeliano
- 2 giugno - Philippe Brinquin, ex calciatore francese
- 2 giugno - Ondrej Daňko, ex calciatore slovacco
- 2 giugno - Michael Andrew Gielen, vescovo cattolico neozelandese
- 2 giugno - Jon Goodman, allenatore di calcio e ex calciatore irlandese
- 2 giugno - Jo Koy, comico e attore statunitense
- 2 giugno - Anthony Montgomery, attore statunitense
- 2 giugno - Edith Niederfriniger, triatleta italiana
- 2 giugno - Corrado Oddi, attore e regista italiano
- 2 giugno - Joel Tobeck, attore neozelandese
- 2 giugno - Irina Tolkunova, pallanuotista russa
- 2 giugno - Craig Watson, triatleta neozelandese
- 2 giugno - Rustam Šaripov, ex ginnasta ucraino
- 3 giugno - Fabrizio Castaldi, funzionario e dirigente pubblico italiano
- 3 giugno - Johan DeFarfalla, bassista e politico svedese
- 3 giugno - Luigi Di Biagio, allenatore di calcio e ex calciatore italiano
- 3 giugno - Mark Fejgin, avvocato e politico russo
- 3 giugno - John Hodgman, attore statunitense
- 3 giugno - Gert Kullamäe, ex cestista e allenatore di pallacanestro estone
- 3 giugno - Manuela Lanzarin, politica italiana
- 4 giugno - Iveta Barčovska, ex cestista bulgara
- 4 giugno - James Callis, attore britannico
- 4 giugno - Rolando Cedeño, ex calciatore guatemalteco
- 4 giugno - Ani Choying Drolma, cantante nepalese
- 4 giugno - Laurent Ciechelski, ex calciatore francese
- 4 giugno - Joseph Kabila, politico e generale della Repubblica Democratica del Congo
- 4 giugno - Pascal Langenhuijsen, ex calciatore e ex giocatore di calcio a 5 olandese
- 4 giugno - Mike Lee, politico e avvocato statunitense
- 4 giugno - Sabrina Licheri, politica italiana
- 4 giugno - Tony McCarroll, batterista inglese
- 4 giugno - Shōji Meguro, compositore giapponese
- 4 giugno - Rikard Norling, allenatore di calcio e ex calciatore svedese
- 4 giugno - Kosta Runjaić, allenatore di calcio tedesco
- 4 giugno - Tengku Permaisuri Norashikin, sovrana malese
- 4 giugno - Giorgio Tonzig, ex cestista italiano
- 4 giugno - Noah Wyle, attore statunitense
- 5 giugno - Francisco Gabriel de Anda, ex calciatore messicano
- 5 giugno - Maro Balić, pallanuotista croato
- 5 giugno - Emy Coligado, attrice statunitense
- 5 giugno - Grisel Herrera, ex cestista cubana
- 5 giugno - Rolf Huser, ex ciclista su strada svizzero
- 5 giugno - Iñigo Larrainzar, ex calciatore spagnolo
- 5 giugno - Susan Lynch, attrice nordirlandese
- 5 giugno - Samuele Schiavina, ciclista su strada italiano († 2016)
- 5 giugno - Carlo Scipioni, doppiatore e direttore del doppiaggio italiano
- 5 giugno - Mark Wahlberg, attore, produttore cinematografico e rapper statunitense
- 5 giugno - Eske Willerslev, antropologo e biologo danese
- 5 giugno - Rane Willerslev, antropologo danese
- 5 giugno - Zé Ricardo, allenatore di calcio brasiliano
- 6 giugno - Arsène Ade-Mensah, ex cestista francese
- 6 giugno - Silvia Jato, conduttrice televisiva e modella spagnola
- 6 giugno - Michalīs Kasapīs, allenatore di calcio e ex calciatore greco
- 6 giugno - Petr Korbel, tennistavolista ceco
- 6 giugno - Attila Pinte, ex calciatore slovacco
- 7 giugno - Claudio Bonati, ex pallavolista italiano
- 7 giugno - Pasqualino Bongiovanni, poeta e saggista italiano
- 7 giugno - Terrell Buckley, ex giocatore di football americano statunitense
- 7 giugno - PJ DeBoy, attore statunitense
- 7 giugno - Thomas Flögel, ex calciatore austriaco
- 7 giugno - Ariel Graziani, ex calciatore argentino
- 7 giugno - Csaba Horváth, canoista ungherese
- 7 giugno - Gabe Ibáñez, regista spagnolo
- 7 giugno - Zoran Lukić, allenatore di pallacanestro serbo
- 7 giugno - Héctor López, ex calciatore messicano
- 7 giugno - Alex Mooney, politico statunitense
- 7 giugno - Roberto Scelfo, allenatore di hockey su ghiaccio e ex hockeista su ghiaccio italiano
- 7 giugno - Rezart Taçi, imprenditore e dirigente sportivo albanese
- 7 giugno - Petr Veselý, ex calciatore ceco
- 8 giugno - Elena Brjuchovec, ex tennista sovietica
- 8 giugno - Ginevra Colonna, attrice italiana
- 8 giugno - Mark Feuerstein, attore statunitense
- 8 giugno - Bernard Grech, politico e avvocato maltese
- 8 giugno - Tarek Lazizi, ex calciatore algerino
- 8 giugno - Jamie Morgan, ex tennista australiano
- 8 giugno - Jérôme Salle, regista e sceneggiatore francese
- 8 giugno - Sani, cantante finlandese
- 8 giugno - Shim Eun-jung, ex giocatrice di badminton sudcoreana
- 9 giugno - Alessandro Canelli, politico italiano
- 9 giugno - Flavia Cercato, conduttrice televisiva, personaggio televisivo e conduttrice radiofonica italiana
- 9 giugno - Gilles De Bilde, ex calciatore belga
- 9 giugno - Jean Galfione, ex astista francese
- 9 giugno - Jennifer Kitchen, attrice statunitense
- 9 giugno - Gordon Sheer, ex slittinista statunitense
- 9 giugno - Peter Skov-Jensen, allenatore di calcio e ex calciatore danese
- 9 giugno - Freddie Tuilagi, ex rugbista a 15 e procuratore sportivo samoano
- 10 giugno - Giusto Catania, politico italiano
- 10 giugno - Leanza Cornett, modella, conduttrice televisiva e attrice statunitense († 2020)
- 10 giugno - Nathan Cox, regista statunitense
- 10 giugno - Yanga R. Fernández, astronomo statunitense
- 10 giugno - Stuart Hazeldine, regista e sceneggiatore britannico
- 10 giugno - Manuela Heubi, ex sciatrice alpina svizzera
- 10 giugno - Bobby Jindal, politico statunitense
- 10 giugno - Sean Allan Krill, attore statunitense
- 10 giugno - Tadashi Nakamura, ex calciatore giapponese
- 10 giugno - Bruno N'Gotty, allenatore di calcio e ex calciatore francese
- 10 giugno - Erik Rutan, cantante, chitarrista e produttore discografico statunitense
- 10 giugno - Soraya Sáenz de Santamaría, giurista, avvocato e politica spagnola
- 10 giugno - Nobutaka Tanaka, ex calciatore giapponese
- 10 giugno - Fabian Valtolina, allenatore di calcio e ex calciatore italiano
- 10 giugno - Paolo Ziliani, ex calciatore italiano
- 11 giugno - Mika Alatalo, ex hockeista su ghiaccio finlandese
- 11 giugno - Gian Luca Cavaliere, hockeista su slittino italiano
- 11 giugno - Kaos, rapper e produttore discografico italiano
- 11 giugno - Vladimir Gaidamașciuc, ex calciatore moldavo
- 11 giugno - Liz Kendall, politica britannica
- 11 giugno - Marek Kolbowicz, canottiere polacco
- 11 giugno - Manny Lagos, allenatore di calcio e ex calciatore statunitense
- 11 giugno - Joe Parkinson, allenatore di calcio e ex calciatore inglese
- 11 giugno - Natal'ja Sindeeva, giornalista e imprenditrice russa
- 11 giugno - Takehito Suzuki, ex calciatore giapponese
- 11 giugno - Kenjirō Tsuda, doppiatore giapponese
- 12 giugno - Islam Bairamukov, ex lottatore kazako
- 12 giugno - Félicia Ballanger, ex pistard francese
- 12 giugno - Luca Gobbi, ex calciatore sammarinese
- 12 giugno - Mark Henry, ex wrestler, ex sollevatore e powerlifter statunitense
- 12 giugno - Tomasz Iwan, dirigente sportivo e ex calciatore polacco
- 12 giugno - Andrej Kovalenko, rugbista a 15 sovietico
- 12 giugno - Florencia Labat, ex tennista argentina
- 12 giugno - MC Breed, rapper statunitense († 2008)
- 12 giugno - Jérôme Romain, ex triplista e lunghista dominicense
- 12 giugno - Adam Vella, ex tiratore a volo australiano
- 13 giugno - Aniello Desiderio, chitarrista italiano
- 13 giugno - David Mendenhall, attore e doppiatore statunitense
- 13 giugno - Stefano Pescosolido, allenatore di tennis, commentatore televisivo e ex tennista italiano
- 13 giugno - Matías Rubio Navarro, ex calciatore spagnolo
- 13 giugno - Fabrizio Sala, politico italiano
- 13 giugno - Maximiliaan Tjaden, allenatore di calcio a 5 e ex giocatore di calcio a 5 olandese
- 14 giugno - Bruce Bowen, allenatore di pallacanestro e ex cestista statunitense
- 14 giugno - Pritam, compositore e musicista indiano
- 14 giugno - Sophiya Haque, attrice, cantante e ballerina britannica († 2013)
- 14 giugno - Peter Jöback, attore e cantante svedese
- 14 giugno - Alfred Freddy Krupa, pittore croato
- 14 giugno - Lynda Lopez, giornalista statunitense
- 14 giugno - Håkan Mild, ex calciatore svedese
- 14 giugno - Haiducii, cantante rumena
- 14 giugno - Bernardo Mota, ex tennista e allenatore di tennis portoghese
- 14 giugno - Billie Myers, cantautrice britannica
- 14 giugno - Marek Noormets, ex cestista estone
- 14 giugno - Michele Reale, golfista italiano
- 14 giugno - Joey Styles, personaggio televisivo statunitense
- 14 giugno - Ramon Vega, ex calciatore svizzero
- 14 giugno - Tibor Zátek, ex calciatore slovacco
- 15 giugno - José Luis Arrieta, dirigente sportivo e ex ciclista su strada spagnolo
- 15 giugno - Laurent Bernard, ex cestista francese
- 15 giugno - Edwin Brienen, regista e sceneggiatore olandese
- 15 giugno - Jake Busey, attore, musicista e produttore cinematografico statunitense
- 15 giugno - Gloria Carrá, attrice argentina
- 15 giugno - Stefano Cioppi, allenatore di pallacanestro e dirigente sportivo italiano
- 15 giugno - Jurij Hrycyna, ex calciatore sovietico
- 15 giugno - Olivier Ibanès, ex pentatleta francese
- 15 giugno - Chrīstos Myriounīs, ex cestista greco
- 15 giugno - Bif Naked, cantautrice canadese
- 15 giugno - Patrick Ottoz, ex ostacolista italiano
- 15 giugno - Chuck Palumbo, ex wrestler e personaggio televisivo statunitense
- 15 giugno - Kerri Randles, attrice statunitense
- 15 giugno - Nenad Sakić, allenatore di calcio e ex calciatore serbo
- 15 giugno - Brent Scott, ex cestista e allenatore di pallacanestro statunitense
- 15 giugno - Taras Vonjarcha, allenatore di calcio a 5 e ex giocatore di calcio a 5 ucraino
- 15 giugno - Zlatomir Zagorčić, allenatore di calcio e ex calciatore serbo
- 16 giugno - Askar Abïlʹdayev, ex calciatore kazako
- 16 giugno - José Belman, allenatore di calcio e ex calciatore spagnolo
- 16 giugno - Marco Meloni, politico italiano
- 16 giugno - Álvaro Piñeiro, ex giocatore di calcio a 5 uruguaiano
- 16 giugno - Tupac Shakur, rapper, attivista e attore statunitense († 1996)
- 17 giugno - Eros Buratti, ex cestista italiano
- 17 giugno - Fortunato Cerlino, attore italiano
- 17 giugno - Enrico Costa, bobbista italiano
- 17 giugno - Holger Geffers, ex atleta paralimpico tedesco
- 17 giugno - Ingo Geffers, ex atleta paralimpico tedesco
- 17 giugno - Robert Hunecke-Rizzo, bassista e polistrumentista tedesco
- 17 giugno - Reto Nause, politico svizzero
- 17 giugno - Joaquín Parra, ex calciatore e allenatore di calcio spagnolo
- 17 giugno - Paulina Rubio, cantante e attrice messicana
- 17 giugno - Espen Sandberg, regista norvegese
- 17 giugno - Tripp Schwenk, ex nuotatore statunitense
- 17 giugno - Hervé Yamguen, artista camerunese
- 18 giugno - Paola Barbato, fumettista e scrittrice italiana
- 18 giugno - Jorge Bermúdez, ex calciatore colombiano
- 18 giugno - C. J. Bolland, produttore discografico e disc jockey britannico
- 18 giugno - Albert Bunjaku, allenatore di calcio e ex calciatore kosovaro
- 18 giugno - Kerry Butler, attrice, cantante e doppiatrice statunitense
- 18 giugno - Melissa Coates, wrestler, culturista e attrice canadese († 2021)
- 18 giugno - Jen Kiggans, politica e medico statunitense
- 18 giugno - Jason McAteer, ex calciatore e allenatore di calcio irlandese
- 18 giugno - Nathan Morris, cantante statunitense
- 18 giugno - Andy Ogles, politico statunitense
- 18 giugno - Nigel Owens, arbitro di rugby a 15 e conduttore televisivo gallese
- 18 giugno - Roby Santini, disc jockey, produttore discografico e cantautore italiano
- 18 giugno - Stefano Scherini, attore italiano
- 18 giugno - Yoshiyuki Shinoda, allenatore di calcio e ex calciatore giapponese
- 18 giugno - Domonique Simone, ex attrice pornografica statunitense
- 19 giugno - Jorge Almirón, allenatore di calcio e ex calciatore argentino
- 19 giugno - José Amavisca, ex calciatore spagnolo
- 19 giugno - Chris Armstrong, ex calciatore inglese
- 19 giugno - Pietro Dal Prà, alpinista italiano
- 19 giugno - Neil Emblen, ex calciatore e allenatore di calcio inglese
- 19 giugno - Vittoriano Guareschi, pilota motociclistico e dirigente sportivo italiano
- 19 giugno - Eva Isanta, attrice spagnola
- 19 giugno - Andrea Sartoretti, dirigente sportivo, allenatore di pallavolo e ex pallavolista italiano
- 19 giugno - Behnam Seraj, ex calciatore iraniano
- 19 giugno - Anders de la Motte, scrittore svedese
- 19 giugno - Éric le Leuch, ex canoista francese
- 19 giugno - Alan van Sprang, attore canadese
- 20 giugno - Monica Carlin, ultramaratoneta italiana
- 20 giugno - Edel Casanova, ex cestista cubano
- 20 giugno - Federica Fracassi, attrice italiana
- 20 giugno - Lancelot Oduwa Imasuen, regista e produttore cinematografico nigeriano
- 20 giugno - Josh Kronfeld, ex rugbista a 15 e conduttore televisivo neozelandese
- 20 giugno - Brandon Lewis, politico britannico
- 20 giugno - Josh Lucas, attore statunitense
- 20 giugno - Bernhard Mair, ex bobbista italiano
- 20 giugno - Erik Raeburn, allenatore di football americano statunitense
- 20 giugno - Twiggy Ramirez, bassista e chitarrista statunitense
- 20 giugno - Rodney Rogers, ex cestista statunitense
- 20 giugno - Nico Valsesia, fondista di corsa in montagna e ciclista italiano
- 21 giugno - Pedro Alonso, attore e scrittore spagnolo
- 21 giugno - Cori Bartel, giocatrice di curling canadese
- 21 giugno - Massimo Boscatto, ex tennista italiano
- 21 giugno - Lloyd Chitembwe, allenatore di calcio e ex calciatore zimbabwese
- 21 giugno - Adam Confoy, ex giocatore di calcio a 5 australiano
- 21 giugno - Ítalo Díaz, ex calciatore cileno
- 21 giugno - Tyronne Drakeford, ex giocatore di football americano statunitense
- 21 giugno - Paweł Holc, ex calciatore polacco
- 21 giugno - Elisabeth Knechtl, schermitrice austriaca
- 21 giugno - Aitor Larrazabal, allenatore di calcio e ex calciatore spagnolo
- 21 giugno - Faryd Mondragón, ex calciatore colombiano
- 21 giugno - Slaven Musa, allenatore di calcio e ex calciatore croato
- 21 giugno - Davide Olivares, allenatore di calcio e ex calciatore italiano
- 21 giugno - Anette Olzon, cantante svedese
- 21 giugno - Jeffrey Ricciardi, ex hockeista su ghiaccio canadese
- 21 giugno - Pierre Roland Saint-Jean, allenatore di calcio e ex calciatore haitiano
- 22 giugno - Khodadad Azizi, allenatore di calcio e ex calciatore iraniano
- 22 giugno - Claudia Barbieri, attrice e regista teatrale italiana
- 22 giugno - Andrea Czortek, presbitero, storico e archivista italiano
- 22 giugno - Erik Hrnčár, ex calciatore e ex giocatore di calcio a 5 slovacco
- 22 giugno - Mary Lynn Rajskub, attrice statunitense
- 22 giugno - Laila Rouass, attrice britannica
- 22 giugno - Kurt Warner, ex giocatore di football americano statunitense
- 23 giugno - Marco Campanella, scultore e illustratore italiano
- 23 giugno - Ildo Damiano, giornalista, scrittore e opinionista italiano
- 23 giugno - Isabella De Monte, politica italiana
- 23 giugno - Eyvind Kang, compositore e violinista statunitense
- 23 giugno - Dumitru Mitriță, ex calciatore rumeno
- 23 giugno - Gianluca Neri, produttore cinematografico, autore televisivo e conduttore radiofonico italiano
- 23 giugno - Ambrosia Parsley, cantautrice statunitense
- 23 giugno - Andreja Potisk Ribič, ex sciatrice alpina slovena
- 23 giugno - Nadia Romeo, politica italiana
- 23 giugno - Enrique Romero, ex calciatore spagnolo
- 23 giugno - Alessandro Scarponi, ex calciatore italiano
- 23 giugno - Carlo Talladira, ex calciatore australiano
- 24 giugno - Antonio Baldelli, politico italiano
- 24 giugno - Antonio Colamonici, canottiere italiano
- 24 giugno - Francesco Cordio, regista e attore italiano
- 24 giugno - Thomas Helveg, allenatore di calcio e ex calciatore danese
- 24 giugno - Keiju Karashima, allenatore di calcio e ex calciatore giapponese
- 24 giugno - László Klausz, ex calciatore ungherese
- 24 giugno - Nicole Livingstone, ex nuotatrice australiana
- 24 giugno - Ursula Meier, regista e sceneggiatrice svizzera
- 24 giugno - Anthony Smith, allenatore di calcio e ex calciatore inglese
- 24 giugno - Sébastien Viars, ex rugbista a 15 francese
- 24 giugno - Alexandre de La Patellière, sceneggiatore, drammaturgo e regista francese
- 25 giugno - Éric Descombes, allenatore di calcio e ex calciatore mauritano
- 25 giugno - Rod Kafer, ex rugbista a 15, allenatore di rugby a 15 e dirigente sportivo australiano
- 25 giugno - Angela Kinsey, attrice statunitense
- 25 giugno - Jarvis Lang, ex cestista statunitense
- 25 giugno - Neil Lennon, allenatore di calcio e ex calciatore nordirlandese
- 25 giugno - Jason Lewis, attore e modello statunitense
- 25 giugno - Scott Maslen, attore e modello inglese
- 25 giugno - Álvaro Pacheco, allenatore di calcio e ex calciatore portoghese
- 25 giugno - Aquiles Priester, batterista brasiliano
- 25 giugno - Luca Randazzo, scrittore italiano
- 25 giugno - Robert Reichel, ex hockeista su ghiaccio ceco
- 25 giugno - Patrick Sensburg, politico tedesco
- 26 giugno - Dave Baez, attore statunitense
- 26 giugno - Max Biaggi, pilota motociclistico e dirigente sportivo italiano
- 26 giugno - Riccardo Bigon, dirigente sportivo e ex calciatore italiano
- 26 giugno - Gary Bowyer, allenatore di calcio e ex calciatore inglese
- 26 giugno - Chali 2na, rapper statunitense
- 26 giugno - Giuseppe De Cristofaro, politico italiano
- 26 giugno - Leonardo Gaciba, ex arbitro di calcio brasiliano
- 26 giugno - Carlton Gray, ex giocatore di football americano statunitense
- 26 giugno - Ināra Jākobsone, ex cestista lettone
- 26 giugno - Léomar, ex calciatore brasiliano
- 26 giugno - Andrej Merinov, ex tennista russo
- 26 giugno - Giuseppe Monticciolo, mafioso e collaboratore di giustizia italiano
- 26 giugno - Emma Noble, modella e attrice inglese
- 26 giugno - Tonino Russo, politico italiano
- 26 giugno - Charles Sciberras, ex calciatore maltese
- 27 giugno - Yancey Arias, attore, regista e produttore televisivo statunitense
- 27 giugno - Dipendra del Nepal, re nepalese († 2001)
- 27 giugno - Jason Cropper, chitarrista statunitense
- 27 giugno - Mohamed El Badraoui, ex calciatore marocchino
- 27 giugno - Sébastien Fournier, allenatore di calcio e ex calciatore svizzero
- 27 giugno - Andrij Pokladok, ex calciatore ucraino
- 27 giugno - Serginho, ex calciatore brasiliano
- 27 giugno - John Tiffany, regista teatrale britannico
- 28 giugno - Lorenzo Amoruso, dirigente sportivo e ex calciatore italiano
- 28 giugno - Fabien Barthez, allenatore di calcio, pilota automobilistico e ex calciatore francese
- 28 giugno - Fabrizio Borroni, giocatore di biliardo italiano
- 28 giugno - Roberta Castoldi, violoncellista, traduttrice e poetessa italiana
- 28 giugno - Kenny Cunningham, ex calciatore irlandese
- 28 giugno - Antonio Dattilo, ex arbitro di calcio e dirigente sportivo italiano
- 28 giugno - Sean Dyche, allenatore di calcio e ex calciatore inglese
- 28 giugno - Sébastien Gattuso, velocista e bobbista monegasco
- 28 giugno - Sophie Hannah, scrittrice e poetessa britannica
- 28 giugno - Bobby Hurley, ex cestista e allenatore di pallacanestro statunitense
- 28 giugno - Krisztián Kulcsár, ex schermidore e dirigente sportivo ungherese
- 28 giugno - Paul Magnette, politico e politologo belga
- 28 giugno - Benito Martinez, attore statunitense
- 28 giugno - Elon Musk, imprenditore e politico sudafricano
- 28 giugno - Aileen Quinn, attrice, cantante e ballerina statunitense
- 28 giugno - Ray Slijngaard, musicista e rapper olandese
- 28 giugno - No I.D., produttore discografico e rapper statunitense
- 28 giugno - Toshihiro Yoshimura, ex calciatore giapponese
- 29 giugno - Kaitlyn Ashley, ex attrice pornografica statunitense
- 29 giugno - Cléber Chalá, ex calciatore ecuadoriano
- 29 giugno - Christina Chang, attrice taiwanese
- 29 giugno - Gilberta Crispino, doppiatrice e attrice teatrale italiana
- 29 giugno - Nawal El Zoghbi, cantante libanese
- 29 giugno - Matthew Good, cantautore e musicista canadese
- 29 giugno - Anthony Hamilton, giocatore di snooker inglese
- 29 giugno - Katrin Neuenschwander, ex sciatrice alpina svizzera
- 29 giugno - Junko Noda, doppiatrice giapponese
- 29 giugno - Magdalena Parys, scrittrice, giornalista e traduttrice polacca
- 29 giugno - Iván Pérez, ex pallanuotista cubano
- 29 giugno - Jane Pikinini, ex cestista della Repubblica Democratica del Congo
- 29 giugno - Daniel Theuma, ex calciatore maltese
- 30 giugno - Jeaustin Campos, allenatore di calcio e ex calciatore costaricano
- 30 giugno - Megan Fahlenbock, attrice canadese
- 30 giugno - Jamie Hacking, pilota motociclistico britannico
- 30 giugno - Nhi Lan Le, schermitrice statunitense
- 30 giugno - Francis Leo, cardinale e arcivescovo cattolico canadese
- 30 giugno - Ann Marsh, schermitrice statunitense
- 30 giugno - Astrid Plank, ex sciatrice alpina italiana
- 30 giugno - Monica Potter, attrice statunitense
- 30 giugno - Michael Teschl, cantante danese
- 30 giugno - Paul G. Tremblay, scrittore statunitense
- 30 giugno - Tord Wiksten, biatleta svedese
- 30 giugno - Joost Winnink, ex tennista olandese